# Gonocephalus chamaeleontinus
Espèce
Synonymes
- Iguana chamaeleontina Laurenti, 1768
- Agama gigantea Kuhl, 1820
- Agama tigrina Merrem, 1820
- Galeotes lophyrus Schlegel, 1844
- Lophyrus sumatranus Schlegel, 1848

Gonocephalus chamaeleontinus est une espèce de sauriens de la famille des Agamidae.

## Répartition
Cette espèce se rencontre :
- en Indonésie à Sumatra, à Bangka, à Sipura, à Siberut, aux îles Batu, aux îles Banyak, à Natuna, à Nias, aux Îles Mentawai et à Java ;
- en Malaisie péninsulaire à Tioman.

## Description
Cet agame vit en milieu tropical humide, dans les forêts du centre Java. C’est une espèce moyenne de 32 à 45 cm assez territorial. La maintenance est proche de celle des caméléons, l’hydratation devant être faite par un goutte-à-goutte. Les femelles sont vertes et les mâles plutôt bleutés avec des taches jaune vif, tirant souvent sur l'orange.

## Publication originale
- Laurenti, 1768 : Specimen medicum, exhibens synopsin reptilium emendatam cum experimentis circa venena et antidota reptilium austriacorum Vienna Joan Thomae, p. 1-217 (texte intégral).